# Phrynobatrachus versicolor
Phrynobatrachus versicolor är en groddjursart som beskrevs av Ahl 1924. Phrynobatrachus versicolor ingår i släktet Phrynobatrachus och familjen Phrynobatrachidae. IUCN kategoriserar arten globalt som sårbar. Inga underarter finns listade i Catalogue of Life.